# Стамболова, Ваня
Ваня Стамболова (болг. Ваня Стамболова; род. 28 ноября 1983, Варна) — болгарская легкоатлетка.

## Биография
Участвовала в беге на 400 метров с барьерами и беге на 400 метров. На чемпионате мира по лёгкой атлетике в помещении 2006 года завоевала серебряную медаль в беге на 400 метров. Также выиграла золотую медаль на чемпионате Европы по лёгкой атлетике 2006 года.
Во время Олимпийских игр 2012 года в Лондоне споткнулась во время участия в беге на 400 метров с барьерами и не смогла финишировать.
На чемпионате Европы по лёгкой атлетике 2014 года заняла 6-е место в беге на 800 метров, установив личный рекорд в финале.
В январе 2007 года у Вани Стамболовой был выявлен положительный тест на тестостерон, и Международная ассоциация легкоатлетических федераций отстранила её на два года.

## Персональные рекорды
На открытом воздухе:
- 200 метров: 22,81 (София, 2006 год)
- 400 метров: 49,53 (Риети, 2006 год)
- 400 метров с барьерами: 53,68 (Рабат, 2011 год)

В помещении:
- 200 метров: 23,51 (София, 2006 год)
- 400 метров: 50,21 (Москва, 2006 год)
- 800 метров: 2:02:03 (Вена, 2012 год)